# Rio Harţag
O Rio Harţag é um rio da Romênia, afluente do Buzău, localizado no distrito de Buzău.